# Liste der denkmalgeschützten Objekte in Rohr bei Hartberg
Die Liste der denkmalgeschützten Objekte in Rohr bei Hartberg enthält die 7 denkmalgeschützten, unbeweglichen Objekte der Gemeinde Rohr bei Hartberg.

## Denkmäler
| Foto |                 | Denkmal                                                        | Standort                                       | Beschreibung | Metadaten |
| ---- | --------------- | -------------------------------------------------------------- | ---------------------------------------------- | --- | --- |
| ja   | Datei hochladen | Ortskapelle HERIS-ID: 69432 Objekt-ID: 82515                   | Oberrohr Standort KG: Oberrohr                 | | BDA-Hist.: Q38122406 Status: § 2a Stand der BDA-Liste: 2025-06-30 Name: Ortskapelle GstNr.: .77 Kapelle Oberrohr                                    |
| ja   | Datei hochladen | Kath. Pfarrkirche hl. Florian HERIS-ID: 51930 Objekt-ID: 57759 | Unterrohr Standort KG: Unterrohr               | Die Kirche wurde 1657 erbaut, der Turm dürfte aber noch älter sein und soll ursprünglich ein Grenzwachturm gewesen sein. Neubau der Kirche durch den Baumeister Remigius Horner im Jahre 1732. Umfangreiche Innenrenovierung 2004. | BDA-Hist.: Q20675670 Status: § 2a Stand der BDA-Liste: 2025-06-30 Name: Kath. Pfarrkirche hl. Florian GstNr.: 1987 Saint Florian Church (Unterrohr) |
| ja   | Datei hochladen | Pfarrhof HERIS-ID: 51929 Objekt-ID: 57758                      | Unterrohr 46 Standort KG: Unterrohr            | Der Pfarrhof wurde 1785 erbaut. | BDA-Hist.: Q38048170 Status: § 2a Stand der BDA-Liste: 2025-06-30 Name: Pfarrhof GstNr.: 30                                                         |
| ja   | Datei hochladen | Friedhofskreuz HERIS-ID: 69430 Objekt-ID: 82513                | Unterrohr 58 Standort KG: Unterrohr            | | BDA-Hist.: Q38122395 Status: § 2a Stand der BDA-Liste: 2025-06-30 Name: Friedhofskreuz GstNr.: 1815                                                 |
| ja   | Datei hochladen | Pfarrhof, Bürgerhaus HERIS-ID: 70619 Objekt-ID: 83741          | Wörth an der Lafnitz 60 Standort KG: Wörth     | | BDA-Hist.: Q38125549 Status: § 2a Stand der BDA-Liste: 2025-06-30 Name: Pfarrhof, Bürgerhaus GstNr.: 1349                                           |
| ja   | Datei hochladen | Kath. Pfarrkirche hl. Georg HERIS-ID: 51984 Objekt-ID: 57837   | Wörth an der Lafnitz 60a Standort KG: Wörth    | Die Kirche wurde urkundlich 1313 von Gottschalk von Neuberg gestiftet, 1418 von den Ungarn niedergebrannt, 1605 verwüstet. Die heutige Kirche ist nach dem Datum am Turm ein Neubau aus dem Jahre 1779. Der dreijochige Saalraum hat eine Flachdecke und einen eingezogenen quadratischen Chor, an der Westseite ist ein quadratischer Turm vorgestellt. Die kräftigen Strebepfeiler an Schiff und Chor sind wegen des lockeren Schwemmgrunds als Mauerstützen errichtet worden. Die Musikempore ist dreiachsig, über den Fenstern einfache Stuckornamente. Die Kanzel stammt aus der Bauzeit, die drei Altäre vom Ende des 19. Jahrhunderts. | BDA-Hist.: Q20746985 Status: § 2a Stand der BDA-Liste: 2025-06-30 Name: Kath. Pfarrkirche hl. Georg GstNr.: 1342 Pfarrkirche Wörth an der Lafnitz   |
| ja   | Datei hochladen | Mariensäule HERIS-ID: 70622 Objekt-ID: 83744                   | bei Wörth an der Lafnitz 61 Standort KG: Wörth | Die Mariensäule stammt vom Ende des 17. Jahrhunderts. | BDA-Hist.: Q38125558 Status: § 2a Stand der BDA-Liste: 2025-06-30 Name: Mariensäule GstNr.: 1308/17 Mariensäule Wörth an der Lafnitz                |